# Passiflora cuzcoensis
Passiflora cuzcoensis är en passionsblomsväxtart som beskrevs av Ellsworth Paine Killip. Passiflora cuzcoensis ingår i släktet passionsblommor, och familjen passionsblomsväxter. Inga underarter finns listade i Catalogue of Life.